# سیارک ۱۶۲۷۴
سیارک ۱۶۲۷۴ (به انگلیسی: 16274 Pavlica، نامگذاری:2000JX56) شانزده هزار و دویست و هفتاد و چهارمین سیارک کشف شده‌است که در ۶ مه ۲۰۰۰ کشف شد.
قدر مطلق سیارک برابر ۱۴.۱ است.